# Tam quốc di sự
Tam quốc di sự (Hangul: 삼국유사) là bộ sách của người Triều Tiên được biên soạn trong thế kỷ 13, thời Cao Ly, một thế kỷ sau bộ sách sử Tam quốc sử ký

## Lịch sử
Bộ sách sưu tập các thần thoại, truyện cổ, và sử thoại về ba nước thời Tam Quốc (Triều Tiên) cũng như các nước và các thời kỳ khác trước, trong và sau thời Tam Quốc như Cổ Triều Tiên, Thìn Quốc, Phù Dư và Già Da. Bộ sách được viết bằng chữ Hán. Tác giả toàn bộ hoặc một phần là nhà sư Nhất Nhiên (1206 - 1289).
Bộ sách này là bảo vật quốc gia số 306 của Hàn Quốc.